# Wiesenmühle (Wunsiedel)
Wiesenmühle ist ein Gemeindeteil der Kreisstadt Wunsiedel im Landkreis Wunsiedel im Fichtelgebirge (Oberfranken,  Bayern).

## Geografie
Die Einöde liegt östlich der Kernstadt Wunsiedel im Tal der Röslau (Fluss).

## Geschichte
Im Jahr 1407 wurde ein „Müller auf der Wiesn“ urkundlich erwähnt. 1827 kaufte ein Tuchfabrikant die Wiesenmühle und baute sie zu einem großen Unternehmen aus. Es entstanden Wohnhäuser für die Arbeiter und Einfamilienhäuser für die Webmeister. Heute befindet sich in den Gebäuden eine Schleifscheibenfabrikation.